# St. George Island
St. George Island est une île et un census-designated place du comté de Saint Mary dans le Maryland (États-Unis).

## Histoire
Le bureau de poste de Piney Point dessert l'île, qui est reliée au continent par un petit pont.
Durant la Guerre d'indépendance des États-Unis, le 17 juillet 1776, l'île St. George a été le théâtre d'une bataille au cours de laquelle les forces britanniques sous le commandement de John Murray (4e comte de Dunmore) ont tenté de débarquer sur le continent dans le Maryland. La milice Flying Camp (en) sous le commandement du capitaine Rezin Beall (en), qui a été blessé au combat dans cette bataille, a repoussé les envahisseurs britanniques, empêchant l'invasion du continent.
Pendant la Guerre anglo-américaine de 1812, les Britanniques ont fait de l'île leur quartier général et ont attaqué les chantiers navals et les plantations fluviales à partir de cette base. De nombreux grands pins de l'île ont été coupés et expédiés en Angleterre pour les mâts de navires. Au XIXe siècle, l'Église catholique romaine, qui possédait l'île, l'a finalement ouverte à la colonisation, y compris à certains colons qui ont migré de Smith Island.